# ماسيميليانو ناردوكسي
ماسيميليانو ناردوكسي (بالإيطالية: Massimiliano Narducci)‏ مواليد 25 فبراير 1964 في أسكولي بيتشينو، إيطاليا، هو لاعب كرة مضرب إيطالي سابق وكان يلعب باليد اليمنى. أعلى تصنيف له في الفردي كان المركز الـ 77 في سنة 1988.

## روابط خارجية
- ماسيميليانو ناردوكسي على موقع رابطة محترفي التنس (الإنجليزية)
- ماسيميليانو ناردوكسي على موقع الاتحاد الدولي لكرة المضرب (الإنجليزية)
- ماسيميليانو ناردوكسي على موقع كأس ديفيز (الإنجليزية)
- ماسيميليانو ناردوكسي على موقع خلاصة التنس.كوم (الإنجليزية)